# Молекулярное облако Тельца
Молекулярное облако Тельца (англ. Taurus Molecular Cloud) — молекулярное облако в созвездиях Тельца и Возничего. Облако содержит область звездообразования, в которой находятся сотни недавно образовавшихся звёзд. Молекулярное облако Тельца находится на расстоянии всего около 140 парсеков от Солнца и является ближайшей к Солнцу областью звездообразования. Исследование облака во всех диапазонах спектра важно для усовершенствования теорий звездообразования.
Облако содержит много сложных молекул, включая цианополиины HCnN при n = 3, 5, 7, 9.
Молекулярное облако Тельца в прошлом считалось частью пояса Гулда, крупной структуры, окружающей Солнечную систему. Недавно (январь 2020 года) облако стали считать частью более крупной структуры, волны Рэдклиффа, волнообразной структуры в местном рукаве Млечного Пути.
Недавно образованные звёзды в облаке обладают возрастом около 1—2 млн лет. Ассоциация Тельца — Возничего, звёздная ассоциация в этом облаке, содержит переменную звезду T Тельца, прототип переменных звёзд типа T Тельца. Наличие большого количества молодых звёзд и относительная близость к Солнцу представляют идеальные условия для поиска протопланетных дисков около звёзд ассоциации, а также для поиска экзопланет вокруг таких звёзд или для исследования коричневых карликов в составе ассоциации. Звёзды в ассоциации удобно исследовать на наличие экзопланет с помощью прямого получения изображений, поскольку молодые планеты ярко светятся в инфракрасном диапазоне.
Представителями ассоциации Тельца — Возничего с околозвёздным диском или экзопланетой являются:
- HL Тельца — околозвёздный диск с полученным напрямую изображением,
- SU Возничего — околозвёздный диск,
- AB Возничего — околозвёздный диск, признаки наличия экзопланеты,
- CI Тельца — околозвёздный диск с полученным напрямую изображением, одна подтверждённая экзопланеты, признаки наличия большего числа экзопланет,
- V830 Тельца — околозвёздный диск и одна экзопланета V830 Тельца b,
- LkCa 15 — околозвёздный диск с полученным напрямую изображением, экзопланета LkCa 15 b,
- GG Тельца — околозвёздный диск,
- UX Тельца — околозвёздный диск,
- DH Тельца — экзопланета DH Тельца b,
- DG Тельца B — околозвёздный диск, связанный с джетами,
- V1298 Тельца — четыре экзопланеты, подтверждённые методом прохождений[10][11].